# Mesabolivar
Mesabolivar is een geslacht van spinnen uit de familie trilspinnen (Pholcidae).

## Soorten
Het geslacht kent de volgende soorten:
- Mesabolivar argentinensis (Mello-Leitão, 1938)
- Mesabolivar aurantiacus (Mello-Leitão, 1930)
- Mesabolivar aurantius (Mello-Leitão, 1940)
- Mesabolivar azureus (Badcock, 1932)
- Mesabolivar banksi (Moenkhaus, 1898)
- Mesabolivar botocudo Huber, 2000
- Mesabolivar brasiliensis (Moenkhaus, 1898)
- Mesabolivar cambridgei (Mello-Leitão, 1947)
- Mesabolivar camussi Machado et al., 2007
- Mesabolivar cantharus Machado et al., 2007
- Mesabolivar cavicelatus Machado et al., 2007
- Mesabolivar ceruleiventris (Mello-Leitão, 1916)
- Mesabolivar cuarassu Huber, Brescovit & Rheims, 2005
- Mesabolivar cyaneomaculatus (Keyserling, 1891)
- Mesabolivar cyaneotaeniatus (Keyserling, 1891)
- Mesabolivar cyaneus (Taczanowski, 1874)
- Mesabolivar difficilis (Mello-Leitão, 1918)
- Mesabolivar eberhardi Huber, 2000
- Mesabolivar embapua Machado, Brescovit & Francisco, 2007
- Mesabolivar exlineae (Mello-Leitão, 1947)
- Mesabolivar fluminensis (Mello-Leitão, 1918)
- Mesabolivar forceps Machado et al., 2007
- Mesabolivar globulosus (Nicolet, 1849)
- Mesabolivar guapiara Huber, 2000
- Mesabolivar huambisa Huber, 2000
- Mesabolivar huanuco Huber, 2000
- Mesabolivar huberi Machado, Brescovit & Francisco, 2007
- Mesabolivar iguazu Huber, 2000
- Mesabolivar junin Huber, 2000
- Mesabolivar levii Huber, 2000
- Mesabolivar locono Huber, 2000
- Mesabolivar luteus (Keyserling, 1891)
- Mesabolivar mairyara Machado et al., 2007
- Mesabolivar maxacali Huber, 2000
- Mesabolivar nigridentis (Mello-Leitão, 1922)
- Mesabolivar paraensis (Mello-Leitão, 1947)
- Mesabolivar pseudoblechroscelis González-Sponga, 1998
- Mesabolivar rudilapsi Machado, Brescovit & Francisco, 2007
- Mesabolivar samatiaguassu Huber, Brescovit & Rheims, 2005
- Mesabolivar simoni (Moenkhaus, 1898)
- Mesabolivar spinulosus (Mello-Leitão, 1939)
- Mesabolivar tandilicus (Mello-Leitão, 1940)
- Mesabolivar togatus (Keyserling, 1891)
- Mesabolivar xingu Huber, 2000
- Mesabolivar yuruani (Huber, 2000)